# Trichogramma trjapitzini
Trichogramma trjapitzini är en stekelart som beskrevs av Sorokina 1984. Trichogramma trjapitzini ingår i släktet Trichogramma och familjen hårstrimsteklar. Inga underarter finns listade i Catalogue of Life.